# Киберсоциализация
Киберсоциализация — комплексный процесс качественных изменений мировоззрения, структуры самосознания и потребностно-мотивационной сферы личности, возникающий под влиянием и в результате взаимодействия человека с современными, передовыми информационно-коммуникационными, цифровыми и компьютерными технологиями в контексте интеграции, усвоения и воспроизводства культурных аспектов в рамках персональной жизнедеятельности индивида. То есть, при использовании ресурсов и эффективной коммуникации с «виртуальными агентами социализации», встречающимися человеку в глобальной сети Интернет, в первую очередь, в рамках виртуальных областей, переписки по e-mail, на веб-форумах, в мессенджерах, чатах, блогах, интернет-пейджерах, видеоконференциях, стримах и онлайн-играх. Термин введён в научный оборот В. А. Плешаковым в 2005 году, отражая глубокие изменения в социокультурной динамике, спровоцированные современными информационными технологиями.

## Киберэволюция
С началом нового тысячелетия исследования начали сосредотачиваться на влиянии информатизации на молодое поколение. Отечественные и зарубежные учёные поднимают вопрос о том, как информационные технологии влияют на ценности, самосознание и социализацию подростков. В этом контексте, интернет приобрёл статус огромного информационного мегаполиса, предоставляя возможность персонализировать каждый опыт пользователя. С изменениями в средствах массовой информации сменилось и акцентирование — теперь преобладание отдано коммуникации. Интернет встал в ряды платформ обучения и самовыражения. Виртуальный мир стал убежищем, где подростки находят облегчение от стресса, место для общения и анонимности. Эпоха киберэволюции способствовала росту явления киберсоциализации, особенно заметного среди молодёжи. Это оказало сильное влияние на социальный опыт и личностное развитие. Понятия и концепции Т. Парсонса, Р. Мертона, А. Маслоу и К. Роджерса используются для анализа воздействия информатизации на процессы социализации подростков.
В контексте XXI века возникает важная задача переопределения понятий «успех» и «успешность» с учётом изменений ценностных ориентаций. Современные требования предполагают наличие универсальных специалистов, обладающих не только профессиональными навыками, но и широким кругозором. «Успех» становится результатом действий, направленных на достижение цели, тогда как «успешность» представляет собой динамичный процесс, подверженный как объективной, так и субъективной оценке. Киберсоциализация становится неотъемлемой частью современного мира, требующей от молодёжи адаптации, саморегуляции и сотрудничества для эффективной адаптации к быстро меняющимся условиям.

## Киберпространство
Цифровизация оказывает глубокое воздействие на процессы социализации человека, приводя к существенным изменениям в данной сфере. Согласно данным ВЦИОМ, в 2018 году 80% граждан России стали активными интернет-пользователями. Данное число подчёркивает масштаб проникновения цифровых технологий и их влияние на общественные отношения. Особенно заметен этот тренд среди молодых людей в возрасте 18-24 лет, где показатель активных пользователей интернета достиг более 95%. Термины «киберсоциализация», «цифровая социализация» и «информационная социализация» обозначают адаптацию индивида к онлайн среде. Понятия охватывают и технологический аспект, культурные ценности и нормы, которые формируются в данной области. На всех этапах, процесс также включает освоение технических моментов и информационной культуры, навигации, а также социальных норм и ценностей.
Киберсоциализация и традиционные формы социализации дополняют друг друга напрямую, в частных случаях приводя к конфликтам. Влияние интернета на процессы социализации имеет свою стихийность и отсутствие контроля. Виртуальное пространство оказывает глубокое воздействие на мышление и поведение молодого поколения. Исследования выявили разнообразные феномены и аспекты киберсоциализации, а также выделили критерии успешной и менее успешной адаптации к интернет среде. Окружающая среда, насыщенная информационными потоками и цифровыми технологиями, затрагивает и влияет на ценности поведения молодёжи в России. А изменения часто касаются целей и приоритетов личности, подчёркивая важность процессов социализации. Модель «HomoCyberus» отражает специфику современного человека, учитывая воздействие онлайн пространства, потребности молодёжи и связанные с этим риски. 
Цифровые технологии формируют как самосознание, так и информационное окружение, оказывая влияние на социальное благополучие молодёжи через образование, общение, трудоустройство и досуг. Самое главное, что наряду с положительными аспектами, цифровая среда также порождает и негативные последствия, такие как распространение деструктивной информации, интернет-зависимость и девиантное поведение. Информационные технологии и интернет преобразуют как личность, так и способы коммуникации. Однако доступ к ним часто ограничивается социальными и экономическими факторами. Для успешной киберсоциализации важно снять барьеры, включая повышение навыков использования цифровых инструментов. Интернет также влияет на самосознание и мотивацию через онлайн-ресурсы, создавая благоприятную среду для развития молодёжи. 
Современное общество всё больше зависит от информационных технологий, что меняет способы общения, восприятия личности и путей получения знаний. Виртуальные сообщества создают новые формы общественных связей, а виртуальное пространство играет ключевую роль в процессах социализации через виртуальные диалоги и отношения. Человек взаимодействует как с реальными, так и с виртуальными субъектами, перенося общение в сферу онлайн-реальности. Социальные сети стимулируют формирование усиленного «Я» — другими словами «сверх-Я», а виртуальное пространство активно влияет на формирование ценностей через виртуальные взаимодействия. Вкупе, подчёркивая важность интернета как фактора киберсоциализации и важного инструмента в социально-педагогическом аспекте.

## Киберпедагогика
Современные технологии, особенно интернет, оказывают глубокое и многогранное воздействие на общество и производство. Виртуальное пространство становится новой реальностью, переплетающейся с традиционными аспектами жизни. Под влиянием интернета происходит трансформация и экономики и поведения людей, что заметно как в масштабах мировой платформы, так и в повседневных увлечениях. Стремительное распространение онлайн-сервисов и социальных платформ способствует изменению взаимодействия различных поколений в киберпространстве, где молодёжь активно осваивает новые технологии, а старшее поколение адаптируется к ним. Исследования, направленные на анализ этой динамики, акцентируют внимание на постепенном изменении сознания индивидов под воздействием киберсреды. Стремление к постоянной связности и потоковой информации формирует новые паттерны мышления, что в свою очередь влияет на способы восприятия окружающего мира и принятия решений. Последующий ход событий меняет динамику социальных отношений и затрагивает психологические аспекты личности, вызывая потребность в переосмыслении образовательных и воспитательных подходов. 
Важную роль в адаптации общества к цифровой эре играет киберпедагогика, занимающаяся интеграцией современных технологий в образование. Недавние исследования активно раскрывают влияние технологий на детей и взрослых, что способствует более глубокому пониманию этой динамики. Киберпространство становится значимой средой для развития новых форм социализации, особенно для детей. Современные исследования подчёркивают начало использования интернета детьми на более ранних этапах их развития. Этот факт усиливает важность изучения влияния киберсреды на формирование поведенческих и культурных аспектов взросления. Необходимо учитывать, что взрослые не всегда эффективно выполняют свою роль в киберпространстве как руководители, менторы и наставники, что поднимает вопросы о необходимости педагогической поддержки и направлении. Дальнейшие исследования нацелены на понимание воздействия киберсистем на молодёжь в условиях цифрового детства. Социализация детей как онлайн, так и офлайн, оказывает существенное влияние на их развитие. Однако без должного контроля взрослых киберсоциализация может привести к негативным последствиям и деформации личности. Глубокое научное исследование данного процесса поможет развивать личность ребёнка в сбалансированном окружении и способствует развитию психологических концепций, необходимых для адекватной адаптации к цифровому миру. 
С начала 2000-х годов наблюдается выдающийся рост в использовании мобильных устройств, интернета, виртуального общения и даже виртуальных отношений на расстоянии, особенно среди молодёжи в России. Этот устойчивый тренд привлекает внимание к эволюции межличностной коммуникации и имеет глубокие последствия для общественной динамики, вплоть до индивидуального самосознания. Сдвиг акцентов в преобладании цифровых средств общения сказывается на том, как молодые люди формируют свои отношения, осваивают навыки и находят место и роль в обществе. В то же время, увеличение влияния цифровых технологий приносит в своём следствии и ряд угроз для национальной безопасности. Таким образом, эффективное управление этим динамичным взаимодействием требует как поверхностных реакций, так и разработки комплексной стратегии, которая охватывает широкий спектр деятельности, включая социокультурную адаптацию, образование и регулирование технологических практик. 
В связи с внезапным появлением пандемии COVID-19 в 2020 году, которая оказала ощутимое воздействие на образовательные практики — удалённое обучение стало необходимостью, а не просто альтернативой. Возникший далее глобальный эксперимент выявил значимость дистанционного обучения с правовой точки зрения и ускорил процесс киберсоциализации. Традиционное восприятие учителя, как источника знаний, претерпело изменения в пользу более широкой роли – роли координатора познания, который направляет студентов к самостоятельному исследованию и обучению. Поколение Z, выросшее в эпоху цифровой революции, предпочитает обучение с использованием интерактивных технологий. Повсеместное использование образовательных платформ, вроде Zoom и Skype только усилило информационную культуру и подчеркнуло важность интерактивных методов в современной педагогике. Новое сочетание традиционных и инновационных методов обучения обеспечивает более гибкую и эффективную адаптацию к изменяющимся обстоятельствам и требованиям современного образования.
С 2015 года действует информационно-просветительский интернет-портал «Homo Cyberus» и издаётся электронный научно-публицистический журнал «Homo Cyberus». 